# Rio Frasinu (Olt)
O Rio Frasinu é um rio da Romênia, afluente do Olt, localizado no distrito de Covasna.